# Constitution de la république du Congo de 2015
Pour les articles homonymes, voir Constitution de la république du Congo.
Constitution de la république du Congo de 2002
La Constitution de la république du Congo est la loi fondamentale de la république du Congo. Elle est entrée en vigueur le 6 novembre 2015, après sa promulgation par le président de la République, Denis Sassou-Nguessopeu après son adoption par référendum le 25 octobre 2015.

## Contenu
La république du Congo est une démocratie pluraliste et multipartite.

### Président de la République
Elle dispose que le président soit élu pour un quinquennat, renouvelable deux fois. Pour être candidat à la présidentielle, il faut être âgé d'au moins trente ans.

### Droits de l'homme
Cette constitution abolit aussi la peine de mort.

### Équilibre des pouvoirs
Cette constitution prévoit la création d'un poste de Premier ministre.
Elle prévoit aussi un objectif de parité.

### Parlement
Le Congo a un parlement bicaméral avec une Assemblée nationale et un Sénat.

### Pouvoir judiciaire
Le Congo a une Cour suprême et une Cour constitutionnelle. Depuis la promulgation de la nouvelle constitution, la Cour constitutionnelle est désormais nommée par le président de la République (3 membres), le président de l'Assemblée nationale (2 membres), le président du Sénat (2 membres) et le président de la Cour suprême (2 membres). Auparavant tous les membres étaient nommés par le président de la République.

### Décentralisation
La république du Congo est composée de 12 départements. La nouvelle constitution prévoit une forte décentralisation.

## Compléments